# Hans Adlhoch

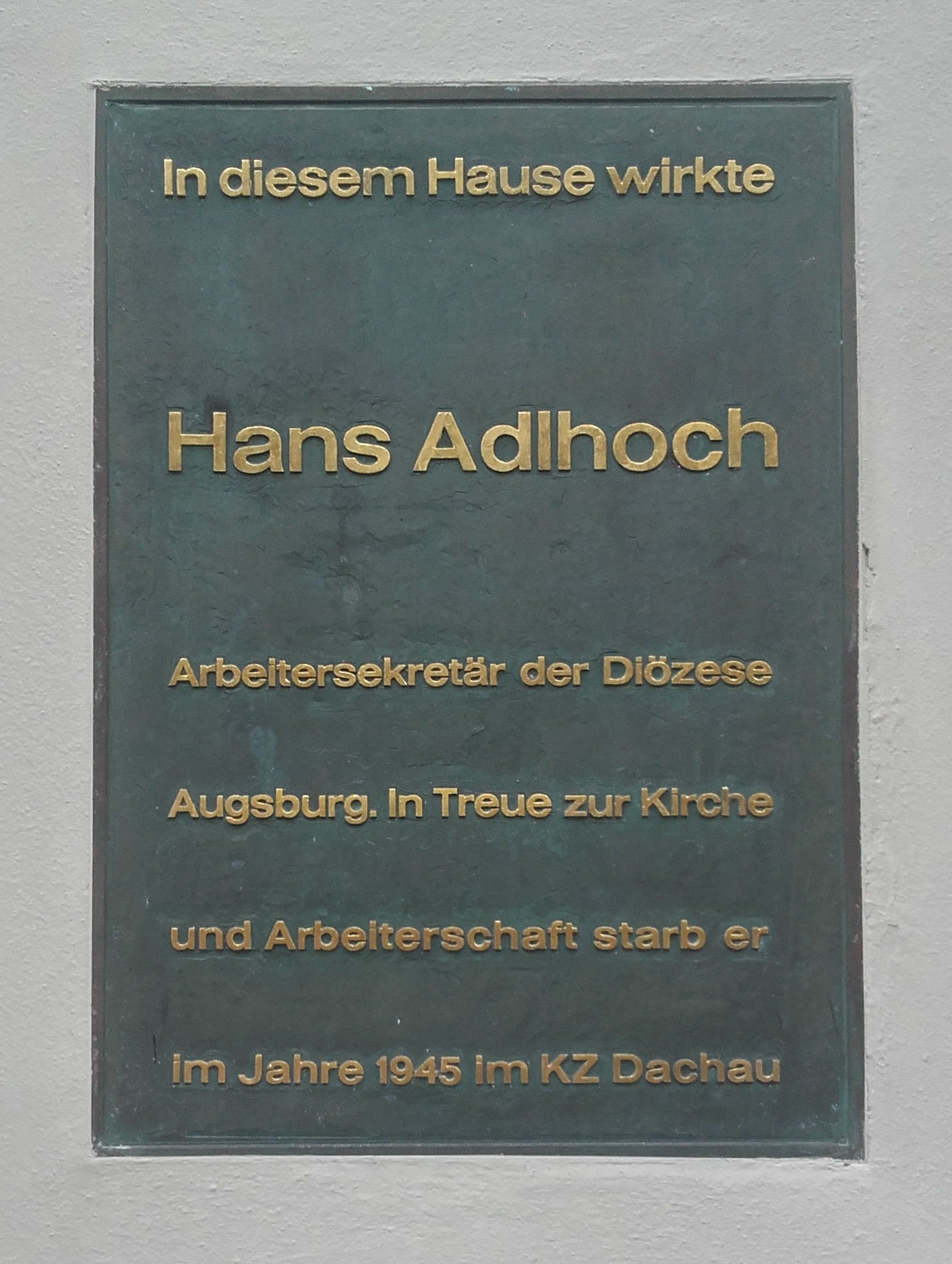
Gedenktafel am Anwesen Peutingerstraße 11 in Augsburg

Johann „Hans“ Adlhoch (* 29. Januar 1884 in Straubing; † 21. Mai 1945 in München) war Stadtrat in Augsburg sowie von Januar bis März 1933 Reichstagsabgeordneter.

## Leben
Nach Schreinerlehre und Wanderschaft in Europa bildete sich Hans Adlhoch, seit 1898 Mitglied der christlichen Arbeiter- und Gewerkschaftsbewegung, seit 1908 durch volkswirtschaftliche Kurse beim Volksverein für das katholische Deutschland fort. Seit 1910 arbeitete er als Sekretär der katholischen Arbeiter- und Arbeiterinnenvereine (KAB) in der Diözese Augsburg. Nach der Kriegsteilnahme von 1914 bis 1918 war Adlhoch seit 1919 Leiter des katholischen Volksbüros und des Arbeitersekretariats in Augsburg; daneben übte er umfangreiche Tätigkeiten in der Sozialversicherung und im katholischen Vereinswesen aus.
Hans Adlhoch hatte sich dem vom Zentrum abgetrennten Landesverband der Partei, der Bayerischen Volkspartei (BVP), angeschlossen und gehörte dem Augsburger Stadtrat von 1925 bis 1933 an. Als Nachrücker für den Abgeordneten Martin Loibl gehörte er vom 27. Januar 1933 bis zur Märzwahl dem Reichstag an.
Der engagierte Katholik war vom 26. Juni bis zum 5. Juli 1933 in Augsburg in „Schutzhaft“. 1934 nochmals für einen Monat verhaftet, war Adlhoch vom Mai bis Oktober 1935 Häftling im KZ Dachau. Danach arbeitete er erneut als Arbeitersekretär in Augsburg. Ab 1940 befand sich Adlhoch im Kriegshilfsdienst bei der Technischen Nothilfe im französischen Brest. In Zusammenhang mit dem Hitler-Attentat vom Juli 1944 wurde er in der Aktion Gitter erneut verhaftet und vom 21. September bis April 1945 im KZ Dachau gefangengehalten. Ende April 1945 schickten SS-Wachmänner Adlhoch zusammen mit 1400 anderen Häftlingen in einem Todesmarsch nach Süden. Er starb kurz nach der Befreiung am 21. Mai 1945 in einem Lazarett in Freimann bei München.

## Anna Adlhoch
Am 6. März 1905 heiratete Hans Adlhoch in München seine Frau Anna (geborene Kurz) (1876–1961). Sie zogen 1910 nach Weilheim um und gingen 1919 nach Augsburg, in die Peutinger Straße 11. Seine Frau war dort die Verantwortliche für den Arbeiterinnenverein. Sie unterstützte ihren Mann und hielt während seiner Inhaftierungen die Kontakte zu den Freunden im Widerstand aufrecht. Nach Kriegsende konnte sein Grab erst nach wochenlanger Suche auf dem Münchener Nordfriedhof gefunden werden. Hans und Anna Adlhoch adoptierten eine Tochter.

## Ehrungen

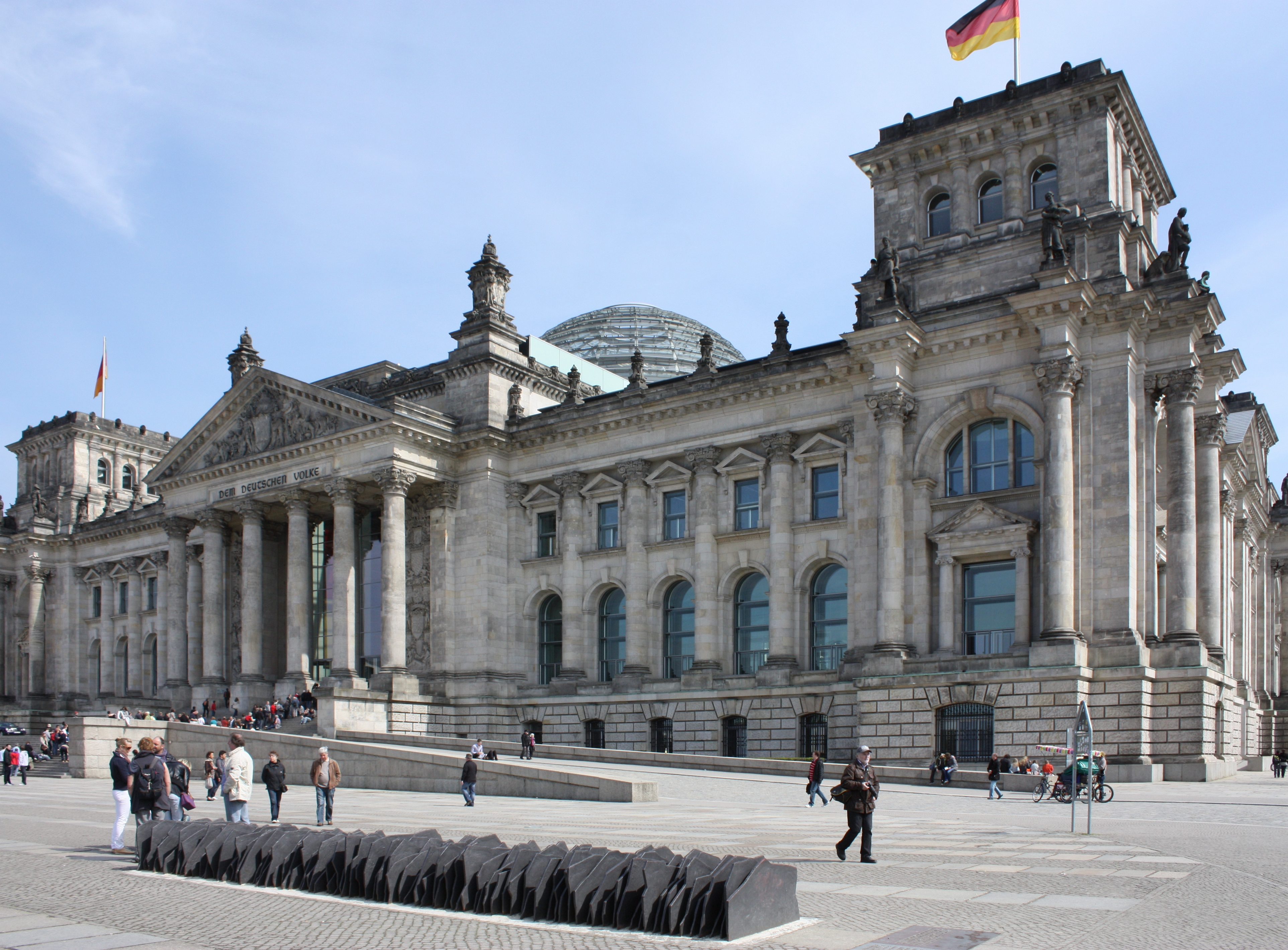
Gedenktafeln am Reichstag

Seit 1992 erinnert im Berliner Ortsteil Tiergarten an der Ecke Scheidemannstraße/Platz der Republik eine der 96 Gedenktafeln für von den Nationalsozialisten ermordete Reichstagsabgeordnete an Hans Adlhoch.
Am 26. März 1946 wurde die bisherige Adalbertschule in Pfersee durch Beschluss des Beirates der Stadt Augsburg in Hans-Adlhoch-Schule umbenannt, ebenso die Adalbertstraße in Hans-Adlhoch-Straße.
Am 26. Mai 2014 wurden in der Peutingerstraße 11 in Augsburg zur Erinnerung an Hans und Anna Adlhoch Stolpersteine verlegt.

Stolpersteine, verlegt am 26. Mai 2014

Im Konzentrationslager Dachau erinnert ein Foto an den Politiker und KAB-Sekretär Hans Adlhoch, der in Dachau inhaftiert war.
Die katholische Kirche hat Hans Adlhoch als Blutzeugen in das deutsche Martyrologium des 20. Jahrhunderts aufgenommen.
Den Hans-Adlhoch-Preis für gelebte Solidarität in der Arbeitswelt, gestiftet von der Hans- und Anna Adlhochstiftung e. V., verleihen Katholische Arbeitnehmerbewegung, Christliche Arbeiterjugend Deutschland (CAJ) und Betriebsseelsorge in der Diözese Augsburg.